# شهرستان آذرشهر
آذَرشَهر یا توفارقان یکی از شهرستان‌های استان آذربایجان شرقی ایران است. مرکز آن، شهر آذرشهر است. شهرستان آذرشهر یکی از قدیمی‌ترین بخش‌های شهرستان تبریز بوده که در گذشته دهخوارقان نامیده می‌شد. در سال ۱۳۷۶ رسماً به مرکز شهرستان آذرشهر تبدیل شد.
آذرشهر در حدود ۵۰ کیلومتری جنوب غربی تبریز واقع شده‌است.
شهرستان آذرشهر در شرق دریاچه ارومیه واقع و از شمال محدود است به شهرستان اسکو، از جنوب به شهرستان عجب‌شیر و از غرب به دریاچه ارومیه. این شهرستان در جلگه و مسیر مراغه – تبریز قرار دارد. و بلندترین کوه شهرستان کوه کرکس در روستای هفت چشمه (هفت کانی) با ارتفاع ۲۵۸۰ متر واقع شده‌است.

## نام
آذرشهر تا ۱۳۱۶ش دهخوارقان نامیده می‌شد، ولی برحسب پیشنهاد فرهنگستان ایران و تصویب وزارت معارف وقت، در این سال نام آن به آذرشهر تغییر یافت. امّا در اسفند ۱۳۲۵ش با تصویب وزارت کشور بار دیگر نام دهخوارقان بر آن نهاده شد. در سال‌های پس از آن مجدداً نام آذرشهر متداول گردید. خوار در معنای لغوی به زمین پست و هموار گفته می‌شود و این واژه در همین معنی در جای‌نام‌هایی چون خوارِ ری(گرمسار کنونی) دیده می‌شود. روستاهای مختلفی در ایران از قدیم خوارگان نام داشتند به معنی مجموعه زمین‌های پست و هموار. این نام دردوره‌های بعدی در این جای‌نام‌ها به صورت خوارقان و خرقان درآمد و در مورد شهری که امروزه آذرشهر نام گرفته شکل دهِ خوارگان (روستای زمین‌های هموار) در شکل دهخوارقان باقی ماند این نام به صورت «توفارقان» هم تلفظ می‌شود که طبق گفتهٔ بعضی اهالی به معنی «دیوار خونین» که شکل تغییر یافته کلمه «دووارقان» است.

## جمعیت
در زیر، روستاهای این شهرستان به‌ترتیب جمعیت، بر اساس سرشماری سال ۱۳۸۵ آمده‌اند.

### روستاهای با جمعیت بیش از ۱٬۰۰۰ نفر
| ردیف | نام روستا  | دهستان   | جمعیت | رتبه در دهستان |
| ---- | ---------- | -------- | ----- | -------------- |
| ۱    | شیرامین    | شیرامین  | ۳٬۲۸۰ | ۱              |
| ۲    | قاضی‌جهان   | قاضی‌جهان | ۳٬۱۲۸ | ۱              |
| ۳    | آخی‌جهان    | قاضی‌جهان | ۳٬۱۱۰ |                |
| ۴    | نادیلو     | قبله‌داغی | ۳٬۱۱۶ | ۱              |
| ۵    | فیروزسالار | دستجرد   | ۲٬۴۰۵ | ۱              |
| ۶    | ینگجه      | ینگجه    | ۲٬۱۹۰ | ۱              |
| ۷    | خان‌میر     | ینگجه    | ۴۶۰۰  | ۱              |
| ۸    | هفت‌چشمه    | قبله‌داغی | ۱٬۷۵۵ | ۲              |
| ۹    | دستجرد     | دستجرد   | ۱٬۵۹۵ | ۲              |
| ۱۰   | قراغیل     | تیمورلو  | ۱٬۵۲۷ | ۲              |
| ۱۱   | سیلاب      | شیرامین  | ۱٬۸۳۴ | ۲              |
| ۱۲   | خانقاه     | شیرامین  | ۱٬۳۸۸ | ۳              |
| ۱۳   | امیردیزج   | قبله‌داغی | ۱٬۰۱۸ | ۳              |

### روستاهای با جمعیت بین ۵۰۰ تا ۱٬۰۰۰ نفر
| ردیف | نام روستا  | دهستان   | جمعیت | رتبه در دهستان |
| ---- | ---------- | -------- | ----- | -------------- |
| ۱۵   | خاصلو      | تیمورلو  | ۹۷۵   | ۳              |
| ۱۶   | داش‌آلمالو  | ینگجه    | ۷۸۸   | ۳              |
| ۱۷   | قشلاق‌پیازی | دستجرد   | ۷۳۲   | ۳              |
| ۱۸   | خراجو      | قبله‌داغی | ۷۰۹   | ۴              |
| ۱۹   | صغایش      | ینگجه    | ۶۶۰   | ۴              |
| ۲۰   | قدمگاه     | قبله‌داغی | ۵۸۹   | ۵              |
| ۲۱   | دین‌آباد    | قبله‌داغی | ۵۸۲   | ۶              |
| ۲۲   | الوانق     | شیرامین  | ۵۵۵   | ۴              |

### روستاهای با جمعیت کم‌تر از ۵۰۰ نفر
| ردیف | نام روستا   | دهستان   | جمعیت | رتبه در دهستان |
| ---- | ----------- | -------- | ----- | -------------- |
| ۲۳   | داش‌کسن      | شیرامین  | ۴۴۷   | ۵              |
| ۲۴   | چراغیل      | ینگجه    | ۳۹۰   | ۵              |
| ۲۵   | کلوانق      | قبله‌داغی | ۳۶۸   | ۷              |
| ۲۶   | زینتلو      | شیرامین  | ۳۰۶   | ۶              |
| ۲۷   | قرمزی‌گل     | ینگجه    | ۲۶۹   | ۶              |
| ۲۸   | پیرچوپان    | شیرامین  | ۲۶۹   | ۷              |
| ۲۹   | دیزج آقاحسن | قاضی‌جهان | ۲۳۷   | ۳              |
| ۳۰   | قوشقوا      | قبله‌داغی | ۲۰۵   | ۸              |
| ۳۱   | کوخالو      | شیرامین  | ۲۰۳   | ۸              |
| ۳۲   | غله‌زار      | قاضی‌جهان | ۱۹۸   | ۴              |
| ۳۳   | قلعه‌شیخ     | دستجرد   | ۱۹۶   | ۴              |
| ۳۴   | گواهر       | ینگجه    | ۱۵۸   | ۷              |
| ۳۵   | قاضی‌کندی    | ینگجه    | ۶     | ۸              |
| ۳۶   | تیرامین     | شهرک     | ۲     | ۷              |

## بخش‌ها
این شهرستان از لحاظ تقسیمات اداری شامل سه بخش است:
- بخش مرکزی شهرستان آذرشهر
  - دهستان شیرامین
  - دهستان قبله داغی
  - دهستان قاضی‌جهان
  - دهستان ینگجه

شهرها: آذرشهر
- بخش گوگان
  - شهر تیمورلو
  - دهستان دستجرد

شهرها: گوگان، تیمورلو
- بخش ممقان
  - دهستان شهرک

شهرها: ممقان